# جمال حركاس
جمال حركاس (مواليد 24 نوفمبر 1995، بفجيج) هو لاعب كرة قدم مغربي يلعب كمدافع لصالح نادي الوداد الرياضي والمنتخب المغربي.

## مسيرته
ولد جمال حركاس في فجيج  وانضم مبكراً إلى فريق مدينته في مسقط رأسه. في عام 2015، ظهر لأول مرة كمحترف في مولودية وجدة.
خلال موسم 2017-2018، تمت ترقيته إلى البطولة المحترفة مع ناديه التدريبي.
في أكتوبر 2020، حصل على أول استدعاء له مع منتخب المغرب لكرة القدم للمحليين، ضد منتخب مالي في مباراة ودية وانتهت لصالح المغرب (الفوز 2-0).
في 31 أغسطس 2021، انضم جمال حركس إلى الرجاء الرياضي بتوقيع عقد لمدة أربعة مواسم

## الإنجازات

### فردية
- تشكيلة الموسم في البطولة الوطنية المغربية: 2021–22
- لاعب الموسم في نادي الرجاء الرياضي: 2021–22